# Delphine Combe
Delphine Combe (Aubenas, 6 dicembre 1974) è un'ex velocista francese.

## Palmarès

### Mondiali
- 1 medaglia:
  - 1 bronzo (Atene 1997 nella staffetta 4 × 100 m)

### Europei
- 1 medaglia:
  - 1 oro (Monaco di Baviera 2002 nella staffetta 4 × 100 m)